# وردي (فلم)
وردي هو فيلم إثارة هندي من إخراج آنيرودا روي شودهوري وبطولة أميتاب باتشان، تابسي بانو وكيرتي كولهاري، صدر الفيلم في 16 سبتمبر 2016.

## روابط خارجية
مقالات تستعمل روابط فنية بلا صلة مع ويكي بيانات